# Волин (гмина)
Волин (пол. Wolin) — гмина на северо-западе Польши, административно входящая в состав Каменьского повета, который в свою очередь является частью Западно-Поморского воеводства. Площадь гмины составляет 327,9 км².
В состав гмины Волин входит 48 населённых пунктов, без учёта одноимённого города, являющегося её административным центром. Совокупное население всех входящих в состав гмины населённых пунктов на 31 декабря 2023 года составляло 11 639 человек.